# Месия (поема, Александър Поуп)
„Месия“ (на английски: Messiah) е поема – „свещена еклога“ от Александър Поуп, написана през 1712 г. Тя се основава на Четвъртата еклога на Вергилий и е пример за присвояване и преработка на английския класицизъм, на жанровете, предмета и техниките на класическата латинска литература.
Самюел Джонсън, още като студент в Оксфордския университет, превежда „Месия“ на латински хекзаметри. В превод се появява в сборник със стихове (1731 г.), под редакцията на Джон Хъсбанд, и е най-ранният от оцелелите публикации на Джонсън.